# Distribución de tipo fase
Una distribución de tipo fase o distribución fásica es una distribución de probabilidad que generaliza tanto la distribución exponencial, como la distribución de Erlang y otros tipos de distribuciones que involucran exponenciales. Explícitamente una distribución de tipo fase puede construirse como una convolución de distribuciones exponenciales.
Frecuentemente una distribución fásica aparece en un sistema donde hay diversos procesos de Poisson interrrelacionados secuencialmente o en fases. La secuencia en que cada "fase" aparece es en sí misma un proceso estocástico. La distribución fásica puede ser representada por una variable aleatoria que representa el tiempo de absorción de un proceso de Markov con un único estado absorbente. Cada uno de los estados del proceso de Markov asociado a una distribución fásica, se denomina "fase".
Las distribuciones fásicas tienen un equivalente en tiempo discreto conocido como distribución discreta de tipo fase. El conjunto de distribuciones fásicas es denso en el álgebra de todas las distribuciones positivas, es decir, cualquier distribución de probabilidad definida positiva puede ser aproximada por distribuciones de tipo fase.

## Definición
Considérese un proceso de Márkov de tiempo continuo con m+1 estados, donde m ≥ 1 tal que los estados 1,...m sean estados transitorios y el estado 0 sea un estado absorbente. Y sea {\displaystyle \scriptstyle \alpha _{i}} las probabilidad inicial de empezar en el estado {\displaystyle \scriptstyle i\in \{0,1,\dots ,m\}} , cualquier de los m+1 estados, por lo que se considera el covector o vector fila {\displaystyle \scriptstyle {\boldsymbol {\alpha }}=(\alpha _{1},\dots ,\alpha _{n})}. Entonces la distribución continua de tipo fase asociada al proceso anterior es la distribución de tiempos en el anterior proceso hasta que un cierto estado es absorbido, y por tanto el estado del sistema acaba en el estado absorbente. Este proceso puede ser escrito con la ayuda de la matriz de tasa de cambio del proceso como:

{\displaystyle \mathbf {Q} =\left[{\begin{matrix}0&\mathbf {0} \\{\boldsymbol {\eta }}&\mathbf {T} \\\end{matrix}}\right],}

donde {\displaystyle \scriptstyle \mathbf {T} } es una matriz m × m (que usualmente se considerará invertible) y  {\displaystyle \scriptstyle {\boldsymbol {\eta }}=-\mathbf {T} \cdot \mathbf {1} } (aquí  {\displaystyle \scriptstyle \mathbf {1} =(1,\dots ,1)} representa un vector columna con todas sus n componentes iguales a 1).